# Muros (Hiszpania)
Muros – gmina w Hiszpanii, w prowincji A Coruña, w Galicji, o powierzchni 72,91 km². W 2011 roku gmina liczyła 9437 mieszkańców.